# 木賊山 (山)
木賊山（とくさやま）は山梨県山梨市と埼玉県秩父市の境にある標高2,469 mの山で、奥秩父の山域の主脈上の一峰。別名、雲切山。大きな山容を持つ。

## 概要
山名については一時期混乱していた時期があったらしく、現在でも木賊山の山頂にある三角点には「破風」、東隣の破風山の山頂にある三角点には「破不山」の名称が付けられている。伝えられるところでは、明治時代に陸軍測量部が誤って木賊山の山頂に破風山の三角点を据えてしまったために、混乱を避けるために破風山の方を破不山と呼ぶことになったのだという。木賊山だけを目標に登る人は少なく、多くの人は甲武信ヶ岳と雁坂峠を結ぶ稜線、または西沢渓谷入口と甲武信ヶ岳を結ぶ登山道「徳ちゃん新道」を歩く途中でこの山を通過する。木賊山界隈は5月から6月にシャクナゲが見頃となる。木賊山の山頂は樹林に囲まれ眺望はないが、甲武信ヶ岳方面へ少し下った所に好展望地があり、正面に甲武信ヶ岳、遠くには国師岳や金峰山などの山々を望むことができる。

## 周辺にある小屋
- 甲武信小屋 - 山頂から約20分

## 隣接する山
- 甲武信ヶ岳
- 鶏冠山（とさかやま）
- 雁坂嶺

## 関連画像

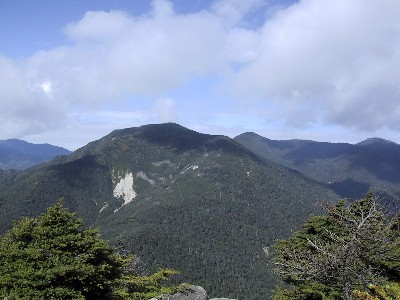
木賊山(左)を東から望む、破風山から
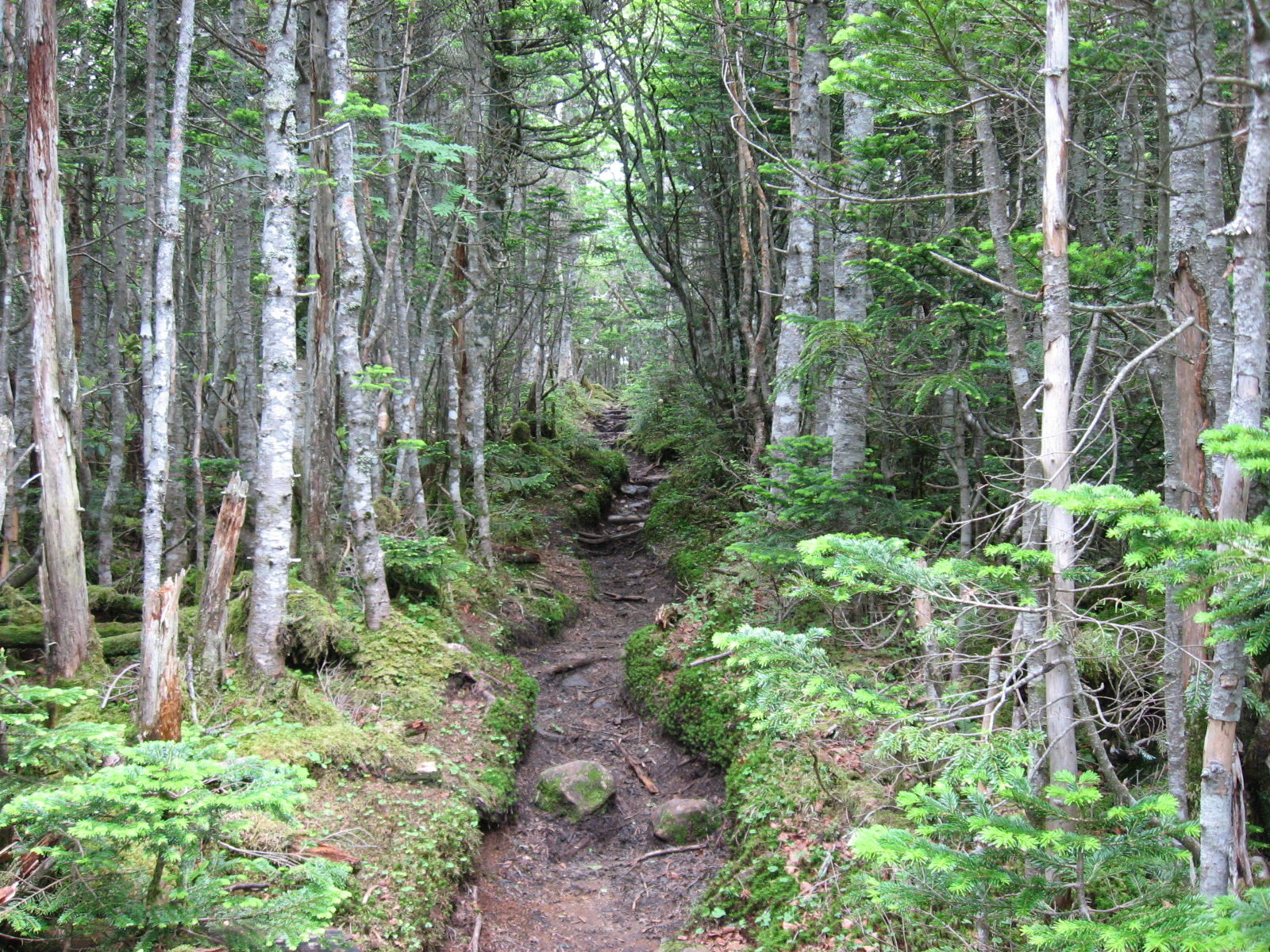
木賊山への登山道
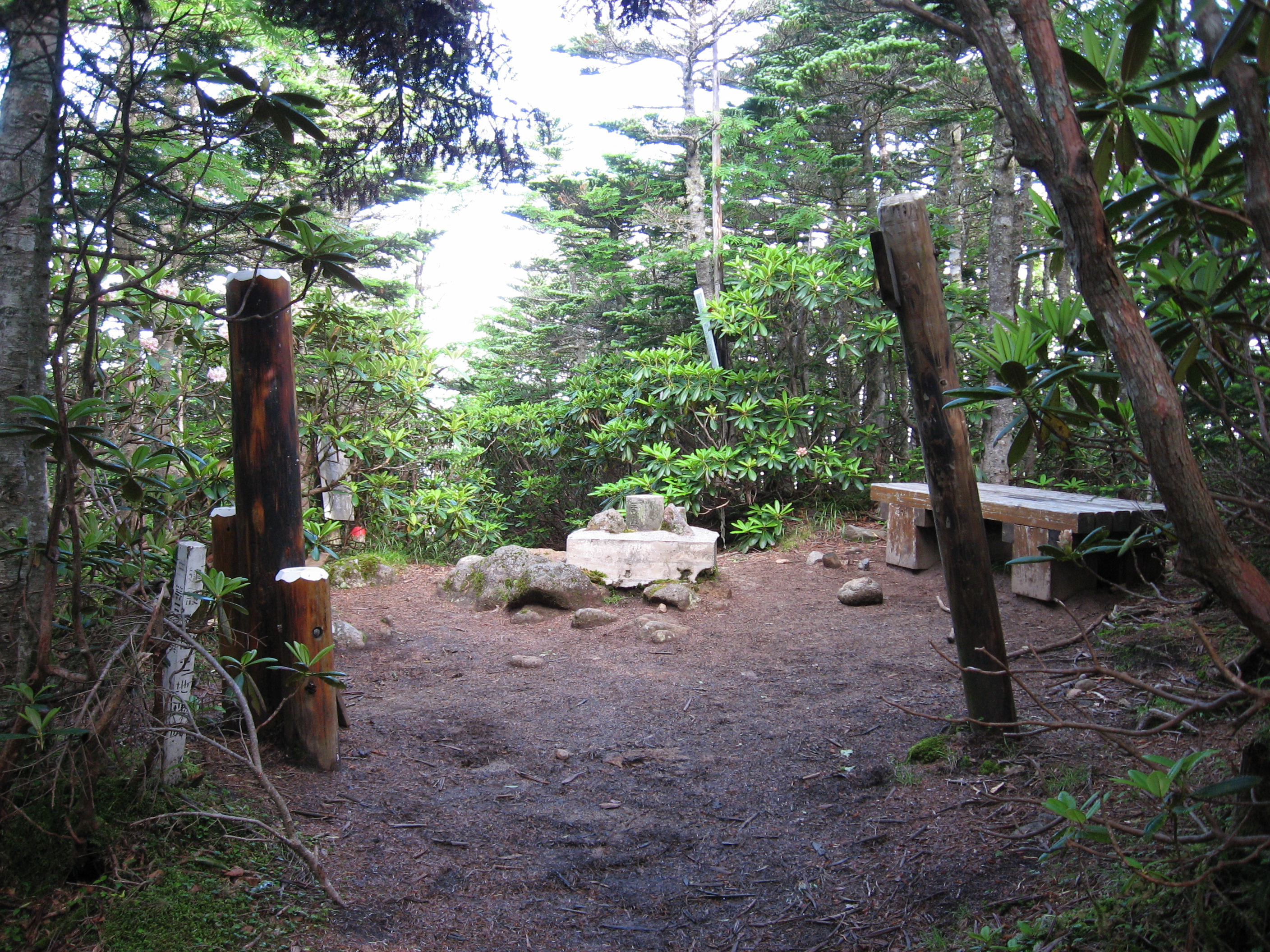
木賊山山頂